# Campanus (månekrater)
Campanus er et nedslagskrater på Månen. Det befinder sig på Månens forside ved den sydvestlige rand af Mare Nubium og er opkaldt efter den italienske astronom Giovanni Campano (ca. 1200 – 1296).
Navnet blev officielt tildelt af den Internationale Astronomiske Union (IAU) i 1935.

## Omgivelser
Campanuskrateret danner et kraterpar sammen med Mercatorkrateret mod sydøst. Langs den sydlige vold rundt om Campanus ligger det lille månehav Palus Epidemiarum. Mod sydvest ligger det lille Dunthornekrater.

## Karakteristika
Kraterranden er stort set cirkulær, men dog med en udadgående bule langs den vestlige rand og en indadgående bule mod nord-nordvest. Den ydre væg er ikke særlig eroderet, men har dog et lavt saddelpunkt mod syd. Kraterbunden er blevet oversvømmet af basaltisk lava, så der kun er blevet en central top tilbage over dens overflade. Bunden har samme lave albedo som det nærliggende overflade, så den ser mørk ud. Den er mærket af et par småkratere nær de nordøstlige og nordvestlige kratervægge. En snæver rille krydser bunden fra nord til syd, idet den passerer øst om den centrale top.
Vest for Campanuskrateret ligger rillesystemet Rimae Hippalus. Et andet rillesystem findes mod syd, Rimae Ramsden.

## Satellitkratere
De kratere, som kaldes satellitter, er små kratere beliggende i eller nær hovedkrateret. Deres dannelse er sædvanligvis sket uafhængigt af dette, men de får samme navn som hovedkrateret med tilføjelse af et stort bogstav. På kort over Månen er det en konvention at identificere dem ved at placere dette bogstav på den side af satellitkraterets midte, som ligger nærmest hovedkrateret. Campanuskrateret har følgende satellitkratere:
| Campanus | Længde  | Bredde  | Diameter |
| -------- | ------- | ------- | -------- |
| A        | 26,0° S | 28,6° W | 11 km    |
| B        | 29,2° S | 29,2° W | 6 km     |
| G        | 28,6° S | 31,3° W | 10 km    |
| K        | 26,6° S | 28,3° W | 5 km     |
| X        | 27,8° S | 27,3° W | 4 km     |
| Y        | 27,8° S | 28,2° W | 4 km     |

## Måneatlas
- Billeder af Campanuskrateret i LPI-måneatlasset